# Vesna Györkös Žnidar
Vesna Györkös Žnidar, slovenska političarka, * 29. december 1977, Ljubljana.
V 12. vladi Republike Slovenije pod vodstvom Mira Cerarja je vodila notranje ministrstvo.

## Mandat notranje ministrice
Ena najbolj odmevnih afer med ministrovanjem Györkös Žnidar je bila zadeva Ahmada Šamija, sirskega begunca, ki mu je nekaj časa grozila deportacija iz Slovenije. Deporatcijo je Györkös Žnidar podpirala.
Julija 2018 je več medijev in organizacij (Dnevnik, RTV Slovenija, Amnesty International) ugotovilo, da policija na slovenski meji v Beli krajini zavrača prosilce za azil, kar predstavlja kršitev mednarodnega prava. V odzivu je Györkös Žnidar obtožbe zanikala in obtožila nevladne organizacije, da prosilcem za azil pomagajo ilegalno prestopati mejo, o čemer pa niso bili predloženi ali najdeni nobeni dokazi.
2. oktobra 2018 je izstopila iz stranke SMC, kot razlog je navedla notranja nestrinjanja glede migracijske politike.